# Morgan (Texas)
Morgan es una ciudad ubicada en el condado de Bosque en el estado estadounidense de Texas. En el censo de 2010 tenía una población de 490 habitantes y una densidad poblacional de 253,61 personas por km².

## Geografía
Morgan se encuentra ubicada en las coordenadas 32°0′57″N 97°36′22″O / 32.01583, -97.60611. Según la Oficina del Censo de los Estados Unidos, Morgan tiene una superficie total de 1.93 km², de la cual 1.92 km² corresponden a tierra firme y (0.67%) 0.01 km² es agua.

## Demografía
Según el censo de 2010, había 490 personas residiendo en Morgan. La densidad de población era de 253,61 hab./km². De los 490 habitantes, Morgan estaba compuesto por el 87.55% blancos, el 0% eran afroamericanos, el 1.02% eran amerindios, el 0% eran asiáticos, el 0% eran isleños del Pacífico, el 8.57% eran de otras razas y el 2.86% pertenecían a dos o más razas. Del total de la población el 39.39% eran hispanos o latinos de cualquier raza.